# ضریب ویریال
ضریب ویریال (به انگلیسی: Virial coefficient) که با نماد {\displaystyle B_{i}} نمایش داده می‌شود، ضریبی است که در انبساط ویریالی فشار یک سیستم چند ذره‌ای در توان چگالی ظاهر می‌شود و اصلاحات لازم برای قانون گاز ایده‌آل را فراهم می‌کند. این ضریب، پتانسیل تعامل بین ذرات است و به‌طور کلی به دما بستگی دارد. ضریب ویریال دوم ({\displaystyle B_{2}}) تنها به برهمکنش جفتی بین ذرات بستگی دارد و ضریب سوم ({\displaystyle B_{3}}) به فعل و انفعالات سیستم‌های ۲-ذره‌ای و ۳-ذره‌ای بستگی دارد.